# SMS Aspern
Az SMS Aspern az Osztrák–Magyar Monarchia Zenta-osztályú védett cirkálója volt az első világháborúban. Testvérhajói az SMS Zenta és az SMS Szigetvár voltak.

## Pályafutása
1897. október 4-én megtörtént a gerincfektetés. 1898. május 10-én Ferenc Ferdinánd főherceg megtekintette az építés helyszínét. 1899. május 3-án vízre bocsátották. Keresztanyja Mária Jozefa főhercegné (1867–1944), Ottó főherceg (1965–1906) hitvese volt. 1900 áprilisában elkészült. Április 27-én megtette első próbaútját. Május 2-án tartós menetet hajtott végre teljes erővel. Május 29-én szolgálatba állt. Június 1. – július 21. között a Torpedóflottillához volt beosztva, és Gustav von Brosch ellentengernagy zászlóshajójaként működött. Július 24-én Kelet-Ázsiába indult Pólából a bokszerlázadás miatt.
1902. március 19-én befutott Pólába. Új parancsnoka Karl Heinrich sorhajókapitány lett. Április 4-én kivonták a szolgálatból. 1903. július 15-én újból szolgálatba állt a Nyári Hajórajban. Szeptember 20-án Friedrich Grinzberger fregattkapitány parancsnoksága alatt kifutott Pólából Kelet-Ázsia felé. 1904. november 23-án visszaérkezett Pólába. November 26-ától a Hajóraj kötelékéhez tartozott. Felszereltek rá egy rádióállomást.
1906-ban a Nyári Hajórajhoz tartozott. Áthelyezték az orr-torpedóvető csövét, 3,7 cm-es szórólövegeket kapott, és újra dugarozták a külső palánkozatát. 1907. március 17-én felszerelték. Március 26-án kifutott Pólából a Sankt Georg-gal Észak-Amerika felé, hogy részt vegyen az első angol telepesek virginiai Jamestownban történt letelepedésének 300 éves évfordulója alkalmából rendezett ünnepségen.
1909. március 27-étől Triesztben állomásozott. Május 9-én egy küldöttség utazott Bécsbe az asperni csata évfordulójára rendezett ünnepségre. 1910. március 1. – április 30. között a Torpedóflottilla parancsnoki hajója volt. 1911. március 28-án a fedélzetére látogatott II. Vilmos német császár. 04.30-kor kifutott Brioniból a Fasana-csatornába, fedélzetén Ferenc Ferdinánd főherceggel. 11.00-kor megérkezett Pólába és kikötött egy bójára. 16.00-kor a főherceggel visszaindult Brioniba. Nagyjavítást végeztek főgépein, majd beosztották a Tartalék Hajórajba. 1912. november 4-én a balkáni háború miatt kifutott Pólából Konstantinápoly felé, fedélzetén egy partraszálló különítménnyel.
1914. augusztus 24-én újból szolgálatba állt. 1915. március 31-étől a Cattarói-öbölben állomásozott. December 29-én kifutott a Helgoland támogatására, de nem került ütközetbe. 1916. január 8-án a lovćeni ütegeket lőtte a Traste-öbölből. Augusztus 2-án tűzharcot vívott az olasz Nino Bixióval és 6 torpedónaszáddal Durazzóban. Október 20-án az SM U–6 tengeralattjáró után kutatott. 1917. október 28-án Pólába ment, ahol a gépházakna és a tiszti lakótér lejárata közé felszereltek egy 7 cm/L45-ös légvédelmi löveget. November 4-én áthajózott Triesztbe. November 19-én Károly császár meglátogatta a hajót. December 14-én Württemberg hercege tett látogatást a fedélzeten. 1918. március 13-án Triesztből Pólába hajózott. Március 14-én leszerelték és az I. Aknászparancsnokság lakóhajójaként szolgált a háború végéig. 1920-ban Nagy-Britanniának ítélték, mely eladta Olaszországnak lebontásra.